# Encyklopédia Slovenska
Encyklopédia Slovenska (wörtlich Enzyklopädie der Slowakei) ist eine Enzyklopädie der Slowakischen Akademie der Wissenschaften, die sich auf Themen rund um die Slowakei konzentriert (Natur, Wirtschaft, Kultur, Geschichte, Geographie). Sie enthält über 20.000 Einträge und über 7.000 Illustrationen und erschien in sechs Bänden im Verlag Veda in den Jahren 1977–1982:
- Band I.: A — D, 1977
- Band II.:E — J, 1978
- Band III.: K — M, 1979;
- Band IV.: N — Q, 1980;
- Band V.: R — Š, 1981;
- Band VI.: T — Ž und Nachträge, 1982

Die Enzyklopädie gilt als die wichtigste (bereits fertiggestellte) slowakische Enzyklopädie und das repräsentativste synthetische Werk über die Slowakei. Sie spiegelt aber andererseits zum Teil die kommunistische Ideologie wider.